# Leonid Portenko
Leonid Aleksandrovich Portenko (11 de octubre de 1896 – 26 de mayo de 1972) fue un zoólogo y ornitólogo soviético de origen ucraniano quién llevó a cabo extensos estudios zoogeográficos sobre aves del norte y nor-oriental del Paleártico. Nació en Smila, Ucrania, aunque la mayoría de su carrera trabajó, y condujo expediciones del Departamento de Ornitología, del Instituto Zoológico de la Academia soviética de Ciencias en Leningrado.

## Algunas publicaciones
- 1939, 1941 – Fauna del área de Anadyr
- 1954, 1960 – Las aves de la URSS
- 1972–1973 – Las aves de la península de Chukchi y de la isla Wrangel
- 1973 – Fauna de aves de partes no polares del norte de los Urales
- 1975 – Las aves de desiertos y estepas zonales de Asia Central

## Abreviatura (zoología)
La abreviatura Portenko  se emplea para indicar a Leonid Portenko como autoridad en la descripción y taxonomía en zoología.

## Otras lecturas
- Palmer R.S. 1973. Leonid Aleksandrovich Portenko. Auk 90: 487.